# Judit i Holofernes (Mantegna)
Judit i Holofernes és una pintura de l'artista italià renaixentista Andrea Mantegna, realitzat al voltant de 1495, que representa la decapitació d'Holofernes per Judit.

## Història
La pintura ha estat datada per comparació amb uns plafons similars de grisalla amb temes de l'Antic Testament, produïts per Mantegna cap a 1495 i 1500.
L'obra va ser, potser inclosa a la col·lecció de la Casa de Gonzaga adquirida per Carles I d'Anglaterra el 1628. Regalada a William Herbert, sisè comte de Pembroke i que va ser heretada pels seus descendents, fins a la seva venda a Londres el 1917. Després d'una sèrie de titulars diferents, va ser adquirida a Nova York per Joseph Earley Widener el 1923. L'any 1942 va ser donada a la National Gallery of Art de Washington DC.

## Descripció
El plafó té colors brillants i multicolors, s'assembla en el tractament a una miniatura. Judit està representada dreta sota la tenda de color rosa d'Holofernes -el peu [el qual es pot veure a la dreta-, immediatament després de decapitar-ho. Subjectant encara l'arma blancal a la mà dreta. Amb l'altra mà està abaixant el cap en un sac que sosté una donzella.
El terra, pintat en perspectiva diagonal, consta de lloses de pedra i terra, algunes de les quals estan fora de posició.